# 栃木県道・群馬県道223号寺岡館林線

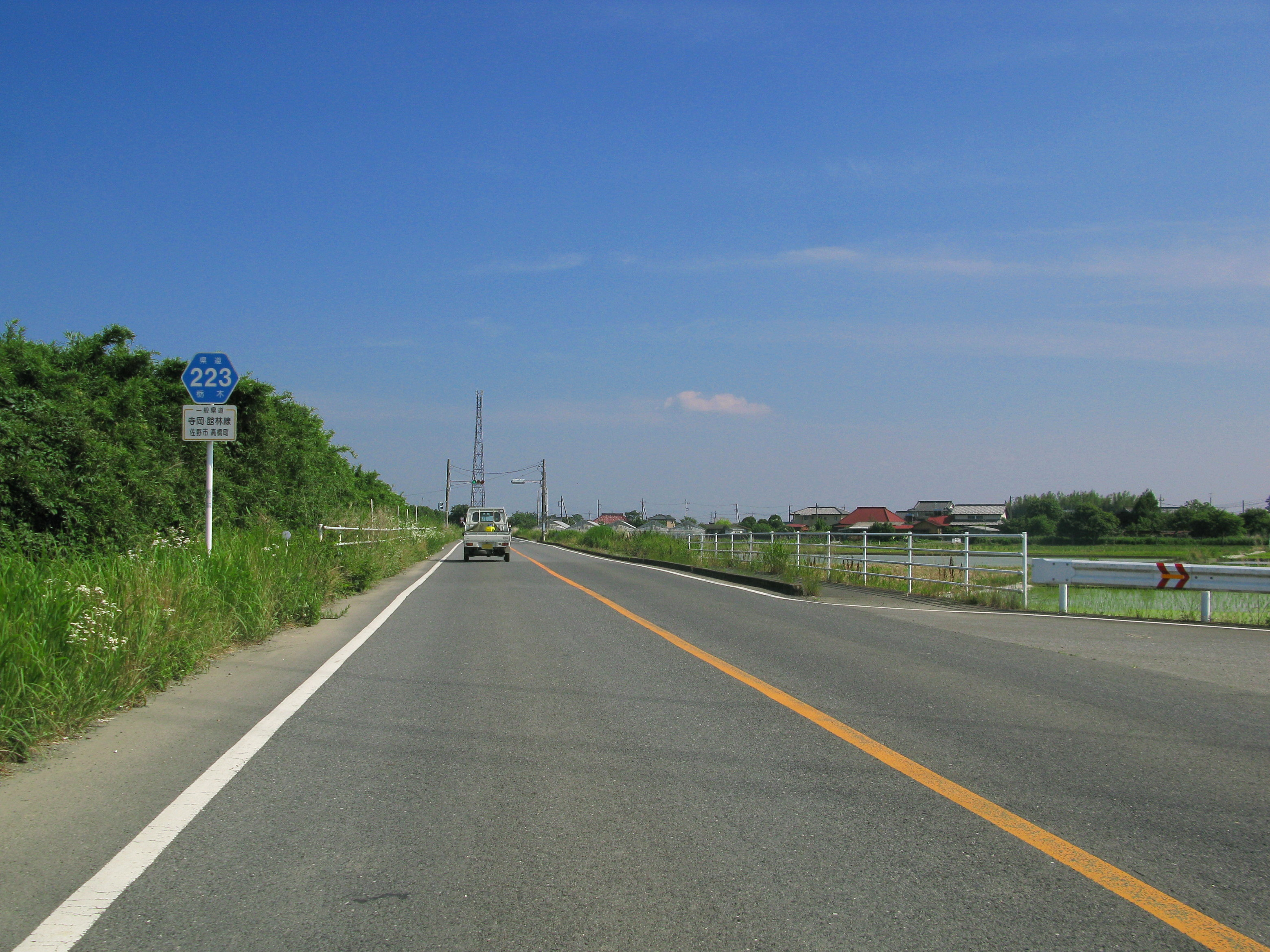
佐野市高橋町（2012年6月）

栃木県道・群馬県道223号寺岡館林線（とちぎけんどう・ぐんまけんどう223ごう てらおかたてばやしせん）は、栃木県足利市から群馬県館林市に至る一般県道である。

## 概要

### 路線データ
- 距離：7.7km
- 起点：栃木県足利市寺岡町（白旗橋交差点＝栃木県道67号桐生岩舟線、栃木県道128号佐野太田線交点）
- 終点：群馬県館林市大街道一丁目615番の2地先[1]（群馬県道2号前橋館林線交点）
- Googleマップ

## 沿革
- 2017年（平成29年）8月29日 - 東武佐野線をアンダーする「岡野アンダー」を含む西部一号線が供用開始、館林市岡野町～館林市大街道一丁目（群馬県道2号前橋館林線交点）間を区域に編入。[2]
- 2018年（平成30年）6月29日 - 岡野町～西本町西交差点間の旧道を区域から除外（市に移管）。[1]

## 路線状況

### 道路施設
- 高橋大橋
- 岡野アンダー

## 地理

### 通過する自治体
- 栃木県
  - 足利市
  - 佐野市
- 群馬県
  - 館林市

### 交差する道路
- 栃木県道128号佐野太田線（起点 - 佐野市村上町・吾妻小北交差点：重複区間）
- 国道50号（佐野市高橋町・高橋町交差点）